# David Lane
Pour les articles homonymes, voir Lane.
David Eden Lane, né le 2 novembre 1938 et mort le 28 mai 2007, est un écrivain de la mouvance du suprémacisme blanc américain.

## Biographie
Lane est né en 1938 dans l'Iowa, le troisième de quatre frères et sœurs à Woden, Iowa, il avait un frère et deux sœurs. Son père était un travailleur migrant alcoolique qui abusait physiquement de sa femme et de ses enfants. Lane affirmera plus tard que son père a forcé sa mère à se prostituer pour qu'il puisse obtenir de « l'argent de l'alcool » et que son frère aîné est devenu sourd de façon permanente à la suite d'un « coup qui a mal tourné ». Quand Lane avait quatre ans, son père a abandonné sa famille. En 1944, son frère aîné est arrêté après avoir cherché de la nourriture dans les poubelles d'un voisin, et lui et ses sœurs sont placés en famille d'accueil. Il est par la suite élevé par un père adoptif prédicateur luthérien ce qui a entraîné la séparation de Lane de ses deux sœurs. Lane a décrit son père adoptif comme un « fondamentaliste doctrinaire de la vieille école ».
David Lane rejette précocement le christianisme. Il adhère dans les années 1980 aux théories du complot sioniste qui viserait l'extermination de la race blanche[réf. nécessaire]. Fortement marqué cependant par la Christian Identity, il rejoint brièvement la John Birch Society, puis le Ku Klux Klan, puis milite au sein de l'Aryan Nations où il rencontre Robert Jay Mathews. Il rejoint celui-ci au sein de son groupe terroriste The Order. C'est à ce titre qu'il est arrêté puis condamné en 1987 à 150 ans d'emprisonnement pour le meurtre d'Alan Berg. Il bénéficie dès lors de l'aura des « martyrs de la cause » accordée aux membres de The Order au sein des mouvements suprémacistes blancs. En radicalisation continue contre l'État fédéral et le multiculturalisme, Lane fait évoluer en prison son idéologie depuis les seules questions identitaires vers un néo-paganisme appelé par lui Wotanisme.
Il est l'auteur de la phrase de ralliement des nationalistes blancs, les Fourteen Words (quatorze mots) appelant à l'unité de la race blanche : « Nous devons préserver l'existence de notre peuple et l'avenir des enfants blancs » (« We must secure the existence of our people and a future for White children ») ainsi que de leur pendant « Car la beauté de la femme Aryenne Blanche ne doit pas disparaître de la Terre » (« Because the beauty of the White Aryan Women must not perish from the earth ») ; il est aussi l'auteur des 88 préceptes, un traité sur la loi naturelle, la religion et la politique.
Il est considéré par les Wotanistes comme un prophète. Ils lui donnent le surnom de Wodensson (« fils d'Odin »)[réf. nécessaire].
Il meurt en prison le  28 mai 2007, d'une crise d'épilepsie.